# Zidine (Tomislavgrad, BiH)
Zidine su naseljeno mjesto u općini Tomislavgrad, Federacija Bosne i Hercegovine, BiH.

## Stanovništvo

### 1991.
Nacionalni sastav stanovništva 1991. godine, bio je sljedeći:
ukupno: 39
- Hrvati - 39 (100%)

### 2013.
Nacionalni sastav stanovništva 2013. godine, bio je sljedeći:
ukupno: 70
- Hrvati - 70 (100%)

## Poznate osobe
- Lukrecija Mamić, hrvatska misionarka u Burundiju (ubijena u samostanu), prozvana hrvatskom Majkom Terezijom